# Дарбишев, Шамиль Кубилавович
Шами́ль Кубилавович Да́рбишев (род. 10 января 1967, Махачкала) — советский и российский дзюдоист, бронзовый призёр чемпионатов России 1992, 1995 и 1998 годов, тренер международной категории, руководитель клуба «Кик-стар» (Каспийск). Выступал в тяжёлой весовой категории (свыше 95 кг).

## Спортивные результаты
- Чемпионат России по дзюдо 1992 года — ;
- Чемпионат России по дзюдо 1995 года — ;
- Чемпионат России по дзюдо 1998 года — ;

## Известные воспитанники
Воспитанниками Дарбишева являются Алиев, Рагим Мусаибович (1992) — кикбоксер, двукратный чемпион Европы по кикбоксингу и Заур Римиханов — чемпион России, Европы и мира по кикбоксингу.